# Afrique du Sud-Argentine en rugby à XV
Cet article présente l'historique des confrontations entre l'équipe d'Afrique du Sud et l'équipe d'Argentine en rugby à XV. Les deux équipes se sont affrontées à trente-sept reprises dont deux fois en Coupe du monde. Les Sud-Africains ont remporté trente deux rencontres contre quatre pour l'argentine et un match nul.

## Les confrontations
Voici la liste des confrontations entre ces deux équipes :
| No | Date              | Lieu                                                          | Match                      | Score   | Compétition                    |
| -- | ----------------- | ------------------------------------------------------------- | -------------------------- | ------- | ------------------------------ |
| 1  | 6 novembre 1993   | Ferrocarril Oeste Stadium, Buenos Aires, Argentine            | Argentine – Afrique du Sud | 26 – 29 | Test match                     |
| 2  | 13 novembre 1993  | Ferrocarril-Oeste Stadium, Buenos Aires, Argentine            | Argentine – Afrique du Sud | 23 – 52 | Test match                     |
| 3  | 8 octobre 1994    | EPRFU Stadium, Port Elizabeth, Afrique du Sud                 | Afrique du Sud – Argentine | 42 – 22 | Test match                     |
| 4  | 15 octobre 1994   | Ellis Park Stadium, Johannesbourg, Afrique du Sud             | Afrique du Sud – Argentine | 46 – 26 | Test match                     |
| 5  | 9 novembre 1996   | Ferrocarril-Oeste Stadium, Buenos Aires, Argentine            | Argentine – Afrique du Sud | 15 – 46 | Test match                     |
| 6  | 16 novembre 1996  | Ferrocarril-Oeste Stadium, Buenos Aires, Argentine            | Argentine – Afrique du Sud | 21 – 44 | Test match                     |
| 7  | 12 novembre 2000  | Stade Monumental, Buenos Aires, Argentine                     | Argentine – Afrique du Sud | 33 – 37 | Test match                     |
| 8  | 22 juin 2002      | Pam Brink Stadium, Springs, Afrique du Sud                    | Afrique du Sud – Argentine | 49 – 29 | Test match                     |
| 9  | 28 juin 2003      | EPRFU Stadium, Port Elizabeth, Afrique du Sud                 | Afrique du Sud – Argentine | 26 – 25 | Test match                     |
| 10 | 4 décembre 2004   | Vélez Sarsfield Stadium, Buenos Aires, Argentine              | Argentine – Afrique du Sud | 7 – 39  | Test match                     |
| 11 | 5 novembre 2005   | Vélez Sarsfield Stadium, Buenos Aires, Argentine              | Argentine – Afrique du Sud | 23 – 34 | Test match                     |
| 12 | 14 octobre 2007   | Stade de France, Saint-Denis, France                          | Afrique du Sud – Argentine | 37 – 13 | Coupe du monde (demi-finale)   |
| 13 | 9 août 2008       | Ellis Park Stadium, Johannesbourg, Afrique du Sud             | Afrique du Sud – Argentine | 63 – 9  | Test match                     |
| 14 | 18 août 2012      | Newlands Stadium, Le Cap, Afrique du Sud                      | Afrique du Sud – Argentine | 27 – 6  | The Rugby Championship         |
| 15 | 25 août 2012      | Stade Malvinas Argentinas, Mendoza, Argentine                 | Argentine – Afrique du Sud | 16 – 16 | The Rugby Championship         |
| 16 | 17 août 2013      | FNB Stadium, Johannesbourg, Afrique du Sud                    | Afrique du Sud – Argentine | 73 – 13 | The Rugby Championship         |
| 17 | 24 août 2013      | Stade Malvinas Argentinas, Mendoza, Argentine                 | Argentine – Afrique du Sud | 17 – 22 | The Rugby Championship         |
| 18 | 16 août 2014      | Loftus Versfeld Stadium, Pretoria, Afrique du Sud             | Afrique du Sud – Argentine | 13 – 6  | The Rugby Championship         |
| 19 | 23 août 2014      | Estadio Padre Ernesto Martearena, Salta, Argentine            | Argentine – Afrique du Sud | 31 – 33 | The Rugby Championship         |
| 20 | 8 août 2015       | Kings Park Stadium, Durban, Afrique du Sud                    | Afrique du Sud – Argentine | 25 – 37 | The Rugby Championship         |
| 21 | 15 août 2015      | Stade José Amalfitani, Buenos Aires, Argentine                | Argentine – Afrique du Sud | 12 – 26 | Test match                     |
| 22 | 15 octobre 2015   | Stade olympique, Londres, Angleterre                          | Afrique du Sud – Argentine | 24 – 13 | Coupe du monde (petite finale) |
| 23 | 20 août 2016      | Stade Mbombela, Nelspruit, Afrique du Sud                     | Afrique du Sud – Argentine | 30 – 23 | The Rugby Championship         |
| 24 | 27 août 2016      | Estadio Padre Ernesto Martearena, Salta, Argentine            | Argentine – Afrique du Sud | 26 – 24 | The Rugby Championship         |
| 25 | 19 août 2017      | Nelson Mandela Bay Stadium, Port Elizabeth, Afrique du Sud    | Afrique du Sud – Argentine | 37 – 15 | The Rugby Championship         |
| 26 | 26 août 2017      | Estadio Padre Ernesto Martearena, Salta, Argentine            | Argentine – Afrique du Sud | 23 – 41 | The Rugby Championship         |
| 27 | 18 août 2018      | Kings Park Stadium, Durban, Afrique du Sud                    | Afrique du Sud – Argentine | 34 – 21 | The Rugby Championship         |
| 28 | 25 août 2018      | Estadio Malvinas Argentinas, Mendoza, Argentine               | Argentine – Afrique du Sud | 32 – 19 | The Rugby Championship         |
| 29 | 10 août 2019      | Estadio Padre Ernesto Martearena, Salta, Argentine            | Argentine – Afrique du Sud | 13 – 46 | The Rugby Championship         |
| 30 | 17 août 2019      | Loftus Versfeld Stadium, Pretoria Afrique du Sud              | Afrique du Sud – Argentine | 24 – 18 | Test match                     |
| 31 | 14 août 2021      | Nelson Mandela Bay Stadium, Port Elizabeth Afrique du Sud     | Afrique du Sud – Argentine | 32 – 12 | The Rugby Championship         |
| 32 | 21 août 2021      | Nelson Mandela Bay Stadium, Port Elizabeth Afrique du Sud     | Afrique du Sud – Argentine | 29 – 10 | The Rugby Championship         |
| 33 | 17 septembre 2022 | Stade José Amalfitani, Buenos Aires, Argentine                | Argentine – Afrique du Sud | 20 – 36 | The Rugby Championship         |
| 34 | 24 septembre 2022 | Kings Park Stadium, Durban, Afrique du Sud                    | Afrique du Sud – Argentine | 38 – 21 | The Rugby Championship         |
| 35 | 29 juillet 2023   | Ellis Park Stadium, Johannesbourg, Afrique du Sud             | Afrique du Sud – Argentine | 22 – 21 | The Rugby Championship         |
| 36 | 5 août 2023       | Stade José Amalfitani, Buenos Aires, Argentine                | Argentine – Afrique du Sud | 13 – 24 | Test match                     |
| 37 | 22 septembre 2024 | Stade Único Madre de Ciudades, Santiago del Estero, Argentine | Argentine – Afrique du Sud | 29 – 28 | The Rugby Championship         |

## Résumés de confrontations

### Afrique du Sud - Argentine du 14 octobre 2007
Cette partie est une demi-finale de la coupe du monde de rugby 2007, les deux équipes ont remporté tous leurs matchs avant cette rencontre. Les Springboks enregistrent la rentrée de leur pilier CJ van der Linde et de Bobby Skinstad sur le banc des remplaçants. Les Springboks bonifient les fautes commises pendant les attaques argentines pour prendre un large avantage au score (24-6 à la mi-temps). Sur une interception, Bryan Habana ajoute un nouvel essai en fin de partie pour rejoindre Jonah Lomu, meilleur réalisateur lors d'une coupe du monde avec huit essais inscrits. Les Sud-Africains remportent le match 37-13 et se hissent en finale de la compétition.

### Afrique du Sud - Argentine du 9 août 2008
Les Argentins font illusion au début de ce test match en menant par 9 à 0 grâce à trois pénalités de Felipe Contepomi. Ils sont ensuite largement dominés par les Sud-Africains qui marquent neuf essais et remportent cette rencontre 63-9 ce qui constitue la différence au score la plus élevée depuis l'origine de leurs confrontations avec l'Argentine.